# Uropygi
Gli uropigi (Uropygi Thorell, 1882) sono un ordine di artropodi della classe degli Aracnidi.

## Descrizione
Hanno un'opistosoma piatto che si allunga con un telson a forma di flagello; sono lunghi circa 2/4 mm, ma il Mastigoproctus giganteus che vive negli Stati Uniti è lungo 7 cm.

## Biologia
Gli uropigi pur non essendo velenosi hanno ghiandole situate vicino l'ano che possono secernere acido acetico come difesa. Occupano habitat caldi e umidi. Restano nascosti di giorno e predano di notte.

## Distribuzione
Possono trovarsi in aree tropicali e subtropicali escluse Australia ed Europa. Inoltre, si conosce solo una specie proveniente dall’Africa: Etienneus africanus, probabilmente una specie relitta del Gondwana endemica del Senegal, Gambia e Guinea-Bissau. Solitamente scavano tane con i loro pedipalpi, nelle quali trasportano le prede. Possono anche fare tane sotto tronchi, legno marcescente, rocce ed altri detriti naturali. Preferiscono umidità, luoghi scuri ed evitano la luce. Mastigoproctus giganteus, il rappresentante più grande, si trova in zone più aride, incluse Arizona e Nuovo Messico.